# Hagåtña, Guam

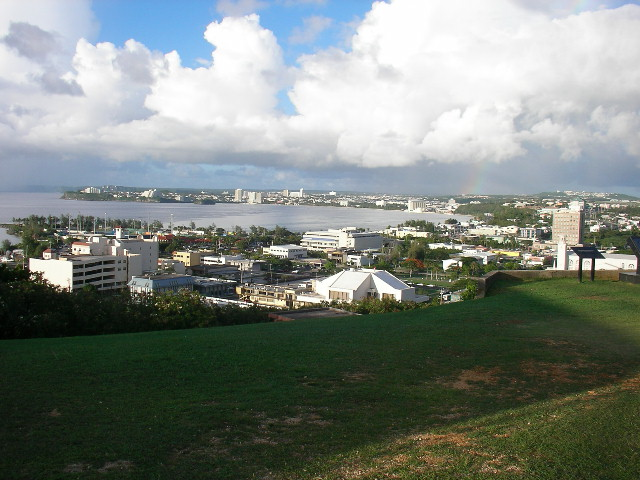
Hagåtña nhìn từ pháo đài Apugan

Hagåtña, (cũng gọi là Agana), là đô thị (thường được dân ở đây gọi là làng) thủ phủ của Guam, Hoa Kỳ, bên bờ tây của đảo Guam, gần cảng Apra. Thành phố này được người Tây Ban Nha lập năm 1668, là "phố" châu Âu cổ nhất Thái Bình Dương. Hagatna có diện tích 2,6 km2, dân số năm 2000 là 1.100 người. Hagåtña có bức tượng Giáo hoàng John Paul II nhìn ra Plaza de España và xoay đúng một vòng trong 24 tiếng. Một bức tượng thu nhỏ tượng Nữ thần tự do nằm ở công viên Paseo de Susana và cũng có một bức tượng nàng tiên cá ở Hagåtña.Sau khi Nhật chiếm Guam trong đệ nhị thế chiến (1939-1945), Hagåtña đã bị quân Đồng Minh phá hủy gần như hoàn toàn trong chiến dịch của Đồng minh đánh quân Nhật năm 1944. Công cuộc tái thiết bắt đầu năm 1946 với ngân quỹ từ chính phủ Mỹ. Một thành viên của quân Nhật, hạ sỹ Yokoi Shoichi đã trốn trong rừng tre của Hagåtña cho đến năm 1972 mà không biết rằng, thế chiến II đã kết thúc từ lâu. 